# Campionati del mondo di atletica leggera indoor 2024 - 800 metri piani femminili
La gara degli 800 metri piani femminili dei campionati del mondo di atletica leggera indoor 2024 si è svolta tra il 1º e il 3 marzo.

## Podio
| Pos.    | Atleta        | Nazionalità | Tempo   |
| ------- | ------------- | ----------- | ------- |
| Oro     | Tsige Duguma  | Etiopia     | 2'01"90 |
| Argento | Jemma Reekie  | Regno Unito | 2'02"72 |
| Bronzo  | Noélie Yarigo | Benin       | 2'03"15 |

## Situazione pre-gara

### Record
Prima di questa competizione, il record del mondo e il record dei campionati erano i seguenti.
| Record                | Prestazione | Atleta                      | Data e luogo                    | Competizione                     |
| --------------------- | ----------- | --------------------------- | ------------------------------- | -------------------------------- |
| Record mondiale       | 1'55"82     | Jolanda Čeplak Slovenia     | 3 marzo 2002 Vienna, Austria    | Campionati europei indoor 2002   |
| Record dei campionati | 1'56"90     | Ludmila Formanová Rep. Ceca | 7 marzo 1999 Maebashi, Giappone | Campionati del mondo indoor 1999 |

### Campionesse in carica
Le campionesse in carica a livello mondiale erano:
| Campionessa     | Atleta                  | Prestazione | Data e luogo                      | Competizione                     |
| --------------- | ----------------------- | ----------- | --------------------------------- | -------------------------------- |
| Olimpica        | Athing Mu Stati Uniti   | 1'55"21(o)  | 3 agosto 2021 Tokyo, Giappone     | Giochi della XXXII Olimpiade     |
| Mondiale        | Mary Moraa Kenya        | 1'56"02(o)  | 27 agosto 2023 Budapest, Ungheria | Campionati del mondo 2023        |
| Mondiale indoor | Ajee Wilson Stati Uniti | 1'59"09     | 20 marzo 2022 Belgrado, Serbia    | Campionati del mondo indoor 2022 |

### La stagione
Prima di questa gara, le atlete con le migliori tre prestazioni dell'anno erano:
| Pos. | Atleta                                     | Prestazione | Data e luogo                               |
| ---- | ------------------------------------------ | ----------- | ------------------------------------------ |
| 1    | Habitam Alemu Etiopia                      | 1'57"86     | 6 febbraio 2024 Toruń, Polonia             |
| 2    | Jemma Reekie Gran Bretagna                 | 1'58"24     | 18 febbraio 2024 Birmingham, Regno Unito   |
| 3    | Shafiqua Maloney Saint Vincent e Grenadine | 1'58"69     | 10 febbraio 2024 Fayetteville, Stati Uniti |

## Risultati

### Batterie di qualificazione
Le batterie di qualificazione si sono tenute il 1º marzo a partire dalle ore 11:29.
Passano alle semifinali le prime due atlete di ogni batteria (Q) e le successive due atlete più veloci (q).

#### Batteria 1
| Pos | Corsia | Atleta                  | Nazionalità | Tempo          | Note |
| --- | ------ | ----------------------- | ----------- | -------------- | ---- |
| 1   | 4      | Habitam Alemu           | Etiopia     | 2'00"50 (.491) | Q    |
| 2   | 5      | Natoya Goule-Toppin     | Giamaica    | 2'00"83        | Q    |
| 3   | 5      | Vivian Chebet Kiprotich | Kenya       | 2'00"86        | q    |
| 4   | 3      | Angelika Sarna          | Polonia     | 2'03"36        |      |
| 5   | 2      | Bianka Kéri             | Ungheria    | 2'03"95        |      |

#### Batteria 2
| Pos | Corsia | Atleta             | Nazionalità | Tempo   | Note                          |
| --- | ------ | ------------------ | ----------- | ------- | ----------------------------- |
| 1   | 5      | Audrey Werro       | Svizzera    | 2'01"83 | Q                             |
| 2   | 6      | Catriona Bisset    | Australia   | 2'02"04 | Q                             |
| 3   | 4      | Eveliina Määttänen | Finlandia   | 2'02"57 |                               |
| 4   | 3      | Naomi Korir        | Kenya       | 2'03"31 |                               |
| 5   | 2      | Claudia Bobocea    | Romania     | 2'04"03 | Miglior prestazione personale |

#### Batteria 3
| Pos | Corsia | Atleta               | Nazionalità | Tempo   | Note                          |
| --- | ------ | -------------------- | ----------- | ------- | ----------------------------- |
| 1   | 5      | Jemma Reekie         | Regno Unito | 1'59"45 | Q                             |
| 2   | 6      | Eloisa Coiro         | Italia      | 1'59"76 | Q                             |
| 3   | 4      | Lorea Ibarzabal      | Spagna      | 2'00"56 | q                             |
| 4   | 3      | Jazz Shukla          | Canada      | 2'03"68 |                               |
| 5   | 2      | Flavia Maria De Lima | Brasile     | 2'05"71 | Miglior prestazione personale |

#### Batteria 4
| Pos | Corsia | Atleta                  | Nazionalità | Tempo          | Note                          |
| --- | ------ | ----------------------- | ----------- | -------------- | ----------------------------- |
| 1   | 2      | Tsige Duguma            | Etiopia     | 2'00"50 (.491) | Q                             |
| 2   | 6      | Noélie Yarigo           | Benin       | 2'01"13        | Q                             |
| 3   | 4      | Anna Wielgosz           | Polonia     | 2'01"58        | Miglior prestazione personale |
| 4   | 5      | Allie Wilson            | Stati Uniti | 2'01"66        |                               |
| 5   | 3      | Lorena Martín           | Spagna      | 2'02"26        |                               |
| 6   | 1      | Jaqueline Beatriz Weber | Brasile     | 2'05"17        | Miglior prestazione personale |

#### Batteria 5
| Pos | Corsia | Atleta          | Nazionalità   | Tempo   | Note |
| --- | ------ | --------------- | ------------- | ------- | ---- |
| 1   | 6      | Halimah Nakaayi | Uganda        | 2'02"42 | Q    |
| 2   | 5      | Lore Hoffmann   | Svizzera      | 2'02"53 | Q    |
| 3   | 3      | Addison Wiley   | Stati Uniti   | 2'02"69 |      |
| 4   | 4      | Isabelle Boffey | Gran Bretagna | 2'02"81 |      |
| 5   | 2      | Madeleine Kelly | Canada        | 2'06"95 |      |

### Semifinali
Le semifinali si sono tenute il 2 marzo a partire dalle ore 12:10.
Passano alla finale le prime tre atlete di ogni batteria (Q).

#### Semifinale 1
| Pos | Corsia | Atleta                  | Nazionalità | Tempo          | Note                                     |
| --- | ------ | ----------------------- | ----------- | -------------- | ---------------------------------------- |
| 1   | 2      | Tsige Duguma            | Etiopia     | 1'58"35        | Q                                        |
| 2   | 4      | Noélie Yarigo           | Benin       | 1'59"45        | Q                                        |
| 3   | 1      | Vivian Chebet Kiprotich | Kenya       | 1'59"65        | Q                                        |
| 4   | 3      | Lore Hoffmann           | Svizzera    | 2'00"06        | Record nazionale                         |
| 5   | 5      | Catriona Bisset         | Australia   | 2'00"13 (.124) | Miglior prestazione personale stagionale |
| 6   | 6      | Natoya Goule-Toppin     | Giamaica    | 2'01"41        |                                          |

#### Semifinale 2
| Pos | Corsia | Atleta          | Nazionalità   | Tempo          | Note                          |
| --- | ------ | --------------- | ------------- | -------------- | ----------------------------- |
| 1   | 6      | Jemma Reekie    | Gran Bretagna | 1'58"28        | Q                             |
| 2   | 1      | Habitam Alemu   | Etiopia       | 1'58"59        | Q                             |
| 3   | 5      | Halimah Nakaayi | Uganda        | 1'58"91        | Q                             |
| 4   | 3      | Eloisa Coiro    | Italia        | 2'00"13 (.125) |                               |
| 5   | 4      | Audrey Werro    | Svizzera      | 2'00"16        | Miglior prestazione personale |
| 6   | 2      | Lorea Ibarzabal | Spagna        | 2'00"73        |                               |

### Finale
La finale si è tenuta il 3 marzo alle ore 21:20.
| Pos     | Corsia | Atleta                  | Nazionalità | Tempo   | Note |
| ------- | ------ | ----------------------- | ----------- | ------- | ---- |
| Oro     | 2      | Tsige Duguma            | Etiopia     | 2'01"90 |      |
| Argento | 6      | Jemma Reekie            | Regno Unito | 2'02"72 |      |
| Bronzo  | 4      | Noélie Yarigo           | Benin       | 2'03"15 |      |
| 4       | 3      | Vivian Chebet Kiprotich | Kenya       | 2'03"76 |      |
| 5       | 1      | Habitam Alemu           | Etiopia     | 2'03"89 |      |
| 6       | 5      | Halimah Nakaayi         | Uganda      | 2'05"53 |      |